# Dyftong
Dyftong, dwugłoska (stgr. δίφθογγος diphthongos „dwubrzmiący”) – pojedyncza samogłoska (na ogół długa) o zmiennym przebiegu artykulacji, co sprawia, że ucho ludzkie słyszy dwa dźwięki, mimo że są one zespolone niejako w jeden i mają właściwości pojedynczej samogłoski.
Najczęściej występują dyftongi [aɪ], [ɛɪ], [ɔɪ], [ʊɪ], [aʊ], [ɛʊ]. W języku polskim przykładami występowania dyftongów są wyrazy: maj, automat, Europa i wiele innych, pochodzących z greki i łaciny. Dyftong /aɪ/ występuje np. w niemieckim wyrazie leider, gdzie jest oznaczony dwiema literami ei; dyftong [ɛɪ] słychać w angielskim gray itd.
Dwugłoski, stanowiąc połączenie dwóch dźwięków samogłoskowych, są z natury rzeczy niestabilne i mają tendencje do przekształcania się w pojedyncze samogłoski (monoftongi). Proces taki nazywa się monoftongizacją. Dwugłoski mogą jednak również powstawać z monoftongów w wyniku dyftongizacji.
Wyróżnia się dyftongi wstępujące, w których pierwsza samogłoska jest niezgłoskotwórcza (typu [uo]) i dyftongi zstępujące (typu [ou]). Oprócz dyftongów mogą istnieć tryftongi, czyli grupy trzech samogłosek wymawianych jak jedna.

## Angielski
| centrujące                 | centrujące                 | centrujące                 | zstępujące          | zstępujące          | zstępujące          | zstępujące          | zstępujące          |
| -------------------------- | -------------------------- | -------------------------- | ------------------- | ------------------- | ------------------- | ------------------- | ------------------- |
| kończące się na [ə] (szwę) | kończące się na [ə] (szwę) | kończące się na [ə] (szwę) | kończące się na [ɪ] | kończące się na [ɪ] | kończące się na [ɪ] | kończące się na [ʊ] | kończące się na [ʊ] |
| [ɪə] beard                 | [eə] air                   | [ʊə] tour                  | [eɪ] pain           | [aɪ] time           | [ɔɪ] join           | [əʊ] home           | [aʊ] house          |

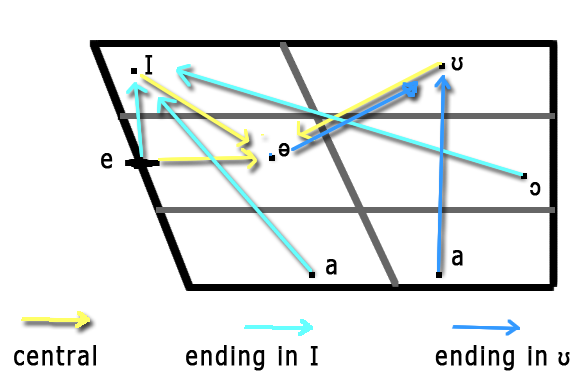
Uproszczony schemat „ślizgu” między samogłoskami w angielskich dyftongach

W języku angielskim (w standardzie wymowy Received Pronunciation) wyróżnia się 8 dyftongów, które dzieli się na dwie grupy (patrz tabelka). Dyftong to dźwięk składający się z ruchu, „ślizgu” od jednej samogłoski do innej. Pierwsza samogłoska jest: dłuższa (trwa ok. 3/4 całego dyftongu), mocniejsza i głośniejsza. Nazwy grup związane są z samogłoską, która kończy dyftong:
- centrujące (center, „środek”) – ruch w tych dyftongach jest skierowany do ə (szwa), która jest w centrum diagramu głosek,
- zstępujące (ending; end, „koniec”) – dyftongi te kończą się na ɪ lub ʊ.

W rzeczywistości, produkując dyftong, podczas „ślizgu” – startując z pierwszej samogłoski – nie powinno się dotrzeć do dźwięku drugiej samogłoski. W przeciwnym razie dyftong ten brzmi nienaturalnie i staje się dwiema, oddzielnymi samogłoskami.
Istnieje tendencja do zmiany dyftongów z grupy centering na długie samogłoski – np. [ʊə] → [ɔ:] (tour: [tʊə] → [tɔ:(r)]. Dwugłoski te nie istnieją w wymowie amerykańskiej, gdzie omawiany wyraz brzmi [tʊr]).

## Czeski
W języku czeskim istnieją trzy dyftongi:
- [aʊ̯] jak w auto (niemal wyłącznie w słowach obcego pochodzenia),
- [eʊ̯] jak w euro (tylko w słowach obcego pochodzenia),
- [oʊ̯] jak w koule.

Grupy samogłosek ia, ie, ii, io oraz iu w obcych słowach nie są uznawane za dyftongi, wymawiane są jak [ɪja, ɪjɛ, ɪjɪ, ɪjo, ɪju], czyli z [j] pomiędzy samogłoskami.

## Fiński
W języku fińskim występują następujące dyftongi:

- [ai] jak w laiva
- [ei] jak w keinu
- [oi] jak w poika
- [ui] jak w uida
- [yi] jak w lyijy
- [æi] jak w äiti
- [øi] jak w öisin
- [au] jak w lauha
- [eu] jak w leuto
- [iu] jak w viulu
- [ou] jak w koulu
- [ey] jak w leyhyä
- [iy] jak w siistiytyä
- [æy] jak w täysi
- [øy] jak w löytää
- [ie] jak w kieli
- [uo] jak w suo
- [yø] jak w yö

## Hiszpański
W języku hiszpańskim występują dyftongi wstępujące (diptongo creciente) i zstępujące (diptongo descreciente):

- /ia/ jak w Mariano
- /ie/ jak w miento
- /io/ jak w limpio
- /iu/ jak w triunfo [trĭumfo]
- /ua/ jak w guapo
- /ue/ jak w bueno
- /uo/ jak w fatuo
- /ui/ jak w fui [fŭi]
- /ai/ jak w baile
- /ei/ jak w peine
- /oi/ jak w hoy
- /au/ jak w aula
- /eu/ jak w neutro
- /ou/ jak w lo unió [loŭnĭo]

## Koreański
Dyftongi języka koreańskiego to:
- ㅑ [ja] czytane jak polskie „ja” w wyrazie „jajko”
- ㅒ [jɛ], ㅖ [je] czytane jak polskie „je” w wyrazie „jest”
- ㅕ [jʌ] czytane jak polskie „jo” w wyrazie „majowy”
- ㅘ [wa] czytane jak polskie „ła” w wyrazie „ławka”
- ㅙ [wɛ], ㅚ [wø], ㅞ [we] czytane jak polskie „łe” w wyrazie „łezka”
- ㅛ [jo] czytane jak polskie „jo”, lecz z ustami złożonymi w „dzióbek”
- ㅝ [wʌ] czytane jak polskie „ło” w wyrazie „łowca”
- ㅟ [wi] czytane jak polskie „łi” lub angielskie „we”
- ㅠ [ju] czytane jak polskie „ju” w wyrazie „już”
- ㅢ [ɰi] czytane jak polskie „yi”, lecz z krótkim y i naciskiem na i

## Niderlandzki
Dyftongi języka holenderskiego to:
- [ɛi] jak w eikel, ijs
- [ʌu] jak w koude
- [œʏ] jak w huis

## Niemiecki
Dyftongi języka niemieckiego to:
- [aɪ̯] czytane jak polskie „aj” z j nieco osłabionym w wyrazie „maj” [ˈmaj]. Przykład w języku niemieckim: sein ['zaɪn];
- [aʊ̯] czytane jak polskie „au” w wyrazie „pauza”. Przykład w języku niemieckim: Haus [haʊ̯s];
- [ɔɪ̯] czytane jak polskie „oj” z j nieco osłabionym w wyrazie „pojnik”. Przykład w języku niemieckim: heute [ˈhɔɪ̯tə];
- [ʊɪ̯] czytane jak polskie „uj” np. pfui [pfʊɪ̯].

Samogłoski długie [eː], [oː] mają czasem wymowę dyftongiczną: [eɪ], [oʊ].